# Einrede (prozessual)
Im deutschen Zivilprozessrecht ist eine Einrede jede Tatsachenbehauptung des Beklagten, mit der sich dieser verteidigt, ohne die klagebegründenden Behauptungen des Prozessgegners zu bestreiten. Der Beklagte sagt quasi nicht „nein“, sondern „ja, aber…“. Diese Einreden werden unterteilt in die Einwendungen des materiellen Zivilrechts einerseits und eigene, prozessrechtliche Einreden andererseits.

Die prozessualen Einreden können aus dem Prozessrecht oder aus dem materiellen Recht stammen; letztere heißen Einwendungen.

 Die Terminologie wird dadurch erschwert, dass das (im Vergleich zur ZPO neuere) BGB ebenfalls den Begriff der Einrede kennt, ihn aber als Unterfall der Einwendung verwendet, nämlich für die rechtshemmende Einwendung (z. B. Verjährung). Diese Einrede im materiell-rechtlichen Sinne ist mit der Einrede im prozessrechtlichen Sinne also nicht identisch, sondern ein Spezialfall einer ihrer Unterfälle. Zu dieser materiell-rechtlichen Einrede vgl. Einwendung.
Der Beklagte kann sich aber nicht nur mit den Mitteln des materiellen Zivilrechts gegen die Klage wehren. Auch das Prozessrecht bietet ihm eigene Einreden:
- Die Schiedseinrede, § 1032 Abs. 1 ZPO, führt zur Abweisung der Klage als unzulässig, wenn eine wirksame Schiedsvereinbarung vorliegt, nach der nicht die staatlichen Gerichte, sondern private Schiedsgerichte zuständig sein sollten.
- Die Einrede[1] der anderweitigen Rechtskraft eines Schiedsspruchs führt zur Abweisung der Klage als unzulässig, wenn der Streitgegenstand im vorangegangenen Schiedsverfahren mit dem des rechtshängigen Zivilprozesses übereinstimmt.
- Nach § 269 Abs. 6 ZPO kann der Beklagte die Einlassung verweigern, bis der Kläger die Kosten einer vorherigen, zurückgenommenen Klage beglichen hat.
- § 113 ZPO gibt dem Beklagten die Möglichkeit, die Klage für zurückgenommen erklären zu lassen, wenn der Kläger, der seinen gewöhnlichen Aufenthalt nicht in einem Mitgliedstaat der Europäischen Union oder einem Vertragsstaat des Abkommens über den Europäischen Wirtschaftsraum hat, trotz Fristsetzung keine Sicherheit wegen der Prozesskosten geleistet hat.
- Einreden der Rechtshängigkeit § 261 ZPO und der Rechtskraft